# Filipe Soares
Pour les articles homonymes, voir Soares.
Filipe Soares né le 20 mai 1999 à Lisbonne au Portugal, est un footballeur portugais qui évolue au poste de milieu offensif au CD Nacional.

## Biographie

### En club
Filipe Soares est formé par le Benfica Lisbonne. À partir de la saison 2016-2017 il commence à jouer avec l'équipe réserve mais il ne fait aucune apparition avec l'équipe première. Le 17 juillet 2017 il prolonge son contrat avec Benfica jusqu'en 2022.
Le 24 juillet 2019 Filipe Soares s'engage avec le Moreirense FC pour un contrat de cinq ans,. Ce club lui permet de découvrir la Liga NOS, il joue son premier match dans la compétition dès la première journée de la saison 2019-2020, face au SC Braga, le 11 août 2019. Il entre en jeu lors de cette rencontre perdue par les siens (3-1). Le 2 février 2020, Soares inscrit ses deux premiers buts pour Moreirense, lors de la victoire de son équipe en championnat contre le Gil Vicente (1-5 score final). Il délivre également une passe décisive pour Pedro Nuno ce jour-là.
Le 25 janvier 2022, lors du mercato hivernal, Filipe Soares arrive en Grèce pour signer en faveur du PAOK Salonique pour un contrat courant jusqu'en juin 2026.

### En sélection
Filipe Soares représente l'équipe du Portugal des moins de 17 ans de 2015 à 2016. Il joue un total de cinq matchs avec cette sélection.
Filipe Soares fête sa première sélection avec l'équipe du Portugal espoirs le 5 septembre 2019 face à Gibraltar. Il entre en jeu à la mi-temps à la place de Pedro Neto et son équipe s'impose par quatre buts à zéro.